# Thomas Tofthagen

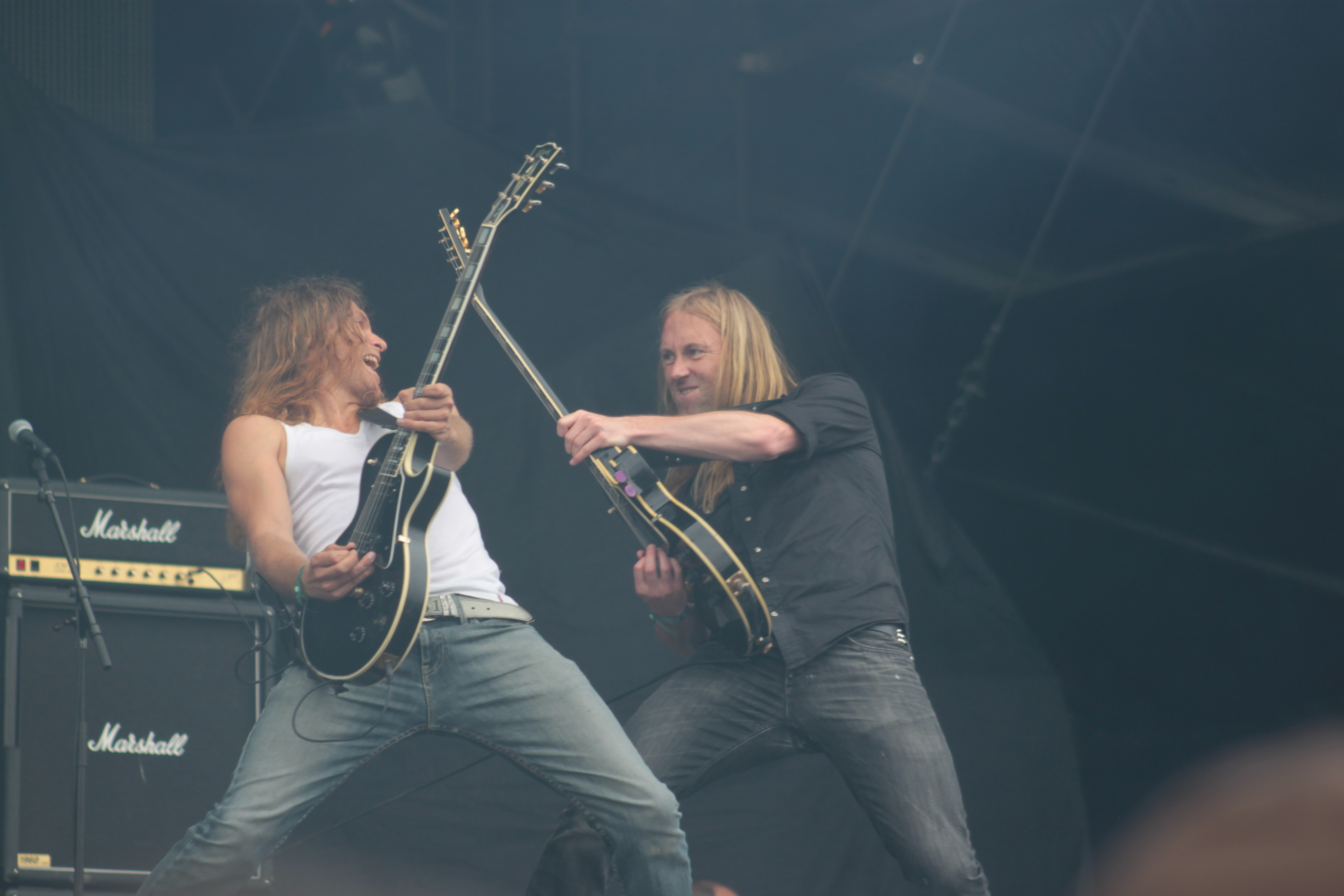
Thomas Tofthagen (rechts) live 2013 mit Audrey Horne

Thomas Odd Tofthagen (* 10. Dezember 1973) ist ein norwegischer Gitarrist. Er spielt in der Band Audrey Horne und bis 2015 bei Sahg.

## Werdegang
Im Jahre 2002 spielte Tofthagen gemeinsam mit dem Gitarristen Arve Isdal in der Liveband des ehemaligen Iron-Maiden-Sängers Paul Di’Anno. Seine einzige Veröffentlichung mit Di’Anno war die Live-DVD The Beast in the East aus dem Jahre 2003.
Im Herbst des Jahres gründet Tofthagen zusammen mit Isdal und dem Bassisten Tom Cato Visnes, mit dem sich Tofthagen eine Wohnung teilte, die Band Audrey Horne. Das Debütalbum No Hay Banda wurde mit dem renommierten Spellemannprisen in der Kategorie Metal ausgezeichnet. Insgesamt veröffentlichte Tofthagen mit Audrey Horne sechs Studioalben.
Von 2004 an war Tofthagen auch in der Hard-Rock-Band Sahg aktiv. Diese Band gründete er zusammen mit Tom Cato Visnes und dem ehemaligen Manngard-Sänger Olav Iversen. Mit Sahg veröffentlichte Tofthagen vier Studioalben, bevor er die Band im Jahre 2015 verließ. Hauptberuflich arbeitet Tofthagen als Architekt.

## Diskografie
| mit Audrey Horne mit Paul Di’Anno - 2003: The Beast in the East (DVD) | mit Sahg - 2006: I - 2008: II - 2010: III - 2013: Delusions of Grandeur |